# JESSY
「JESSY」（ジェシー）は、河合その子の7枚目のシングル。1987年6月17日発売。発売元はCBS/SONY。品番はEP: 07SH-1937。

## 制作
フレンチ・ポップス路線の集大成となったスタジオ・アルバム『Rouge et Bleu』に収録されている楽曲「ジェシーの悲劇」のシングルバージョンとして、歌詞とアレンジを大幅に変えて先行発売された。「ヨーロピアン・クラシックをやってみよう」という担当ディレクターの提案で作られた、8ビートと三連のリズムを融合させたものとなっている。
カップリング曲である「赤道を越えたサマセットモーム」のタイトルにある「サマセットモーム」は、作詞家の秋元康が当時提供した「借りたままのサリンジャー」（山崎美貴）、「サルトルで眠れない」（早瀬優香子）など、秋元が時折のぞかせる文学志向の表れで、歌詞と作品に特に関連性はない。

## 批評
音楽評論家の小倉エージは、音楽雑誌『ミュージックマガジン』の連載「これがヒットだ!」で、「地中海ポップスをやっていた頃の岩崎良美（1980年代前半）に声がそっくりだ」と評した。

## 収録曲
- 全作曲・編曲: 後藤次利

1. JESSY
  - 作詞: 川村真澄
2. 赤道を越えたサマセットモーム
  - 作詞: 秋元康

## 楽曲の収録アルバム
JESSY
- 『Dedication』
- 『sonnet』
- 『河合その子 ベスト・コレクション』
- 『おニャン子クラブA面コレクション Vol.5』
- 『GOLDEN☆BEST 河合その子』

赤道を越えたサマセットモーム
- 『Rouge et Bleu』
- 『おニャン子クラブB面コレクション Vol.5』
- 『GOLDEN☆BEST 河合その子』